# Chrom-Vanadium-Stahl

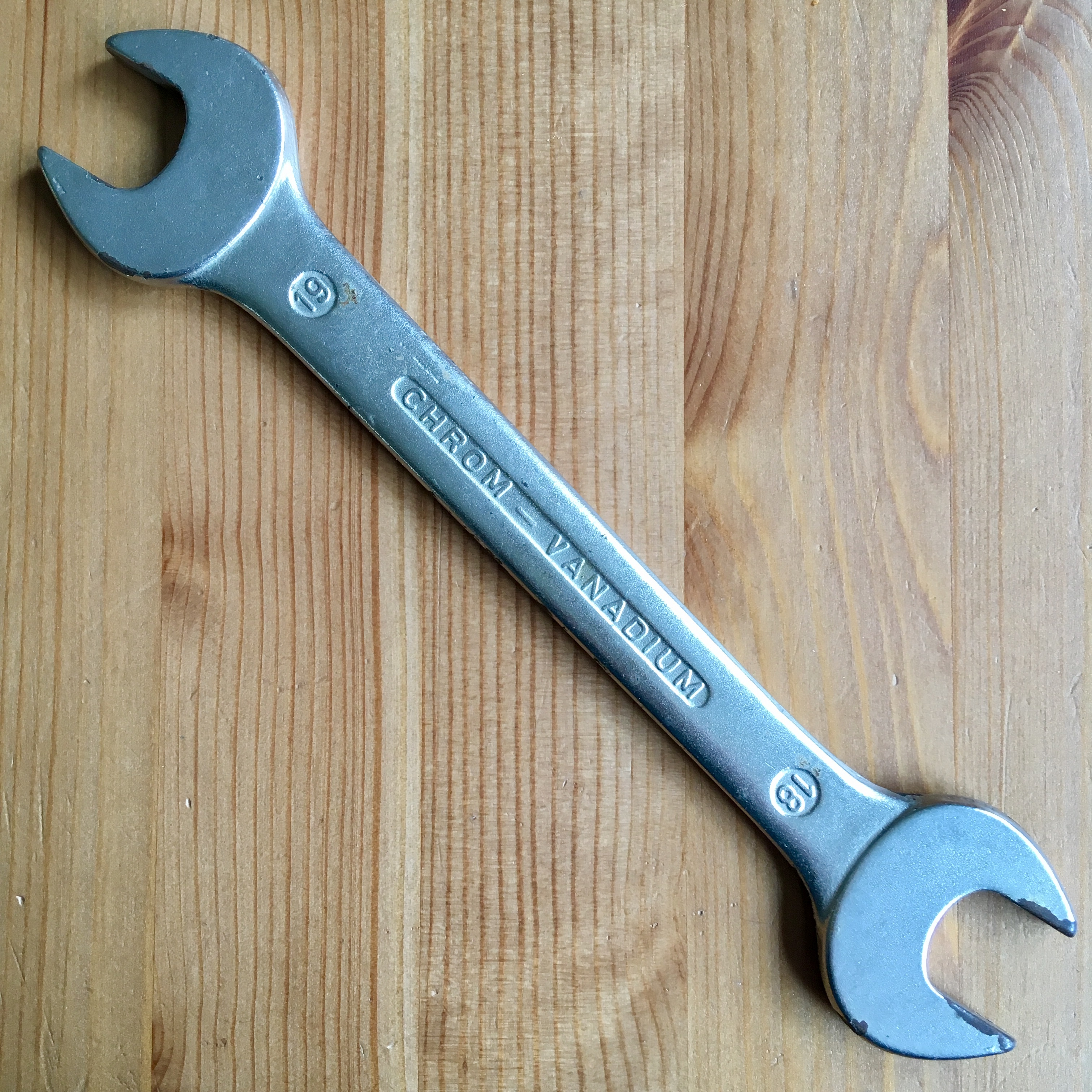
Zweifacher Gabelschlüssel aus Chrom-Vanadium-Stahl

Der Begriff Chrom-Vanadium-Stahl (Abkürzungen CrV, Cr-V, SAE 6xxx oder AISI 6xxx) bezeichnet Eisenlegierungen, welche neben dem für Stahl typischen Kohlenstoff unter anderem Chrom und Vanadium als Legierungselemente enthalten. Sowohl Chrom als auch Vanadium machen den Stahl besser härtbar. Chrom hilft auch, den Widerstand gegen Abrieb und Korrosion zu vergrößern. Chrom und Kohlenstoff können beide die Elastizität erhöhen. Einige Sorten können als Schnellarbeitsstahl (HSS) verwendet werden.
Die Bezeichnung Chrom-Vanadium wird häufig zur Vermarktung von Werkzeugen verwendet, um für deren Qualität zu werben. Ausschlaggebend für die gewünschte Härte und Elastizität ist jedoch eine der Legierung entsprechende Vergütung des Stahls durch Härten und anschließendes Anlassen.
Der Chromanteil liegt typischerweise bei 0,4 % bis 1,2 %, der Vanadiumanteil zwischen 0,1 % und 0,15 %. Des Weiteren sind meistens Silizium (0,15–3 %), Mangan (0,4–1 %), Phosphor (0,035 %) und Schwefel (0,04 %) enthalten. Davon sind die Elemente Chrom, Mangan und Vanadium erwünscht. Zusätzlich können kleine Anteile der Elemente Nickel, Molybdän und Titan erwünscht sein. Die sonstigen Elemente sind nicht erwünscht und gelten als Verunreinigungen.